# Świadkowie Jehowy w Wielkiej Brytanii
Świadkowie Jehowy w Wielkiej Brytanii – społeczność wyznaniowa w Wielkiej Brytanii, należąca do ogólnoświatowej wspólnoty Świadków Jehowy, licząca w 2023 roku 142 073 głosicieli, należących do 1599 zborów. Na dorocznej uroczystości Wieczerzy Pańskiej w 2023 roku zgromadziło się 224 661 osób.
Biuro Oddziału, koordynujące działalność miejscowych głosicieli, znajduje się w Chelmsford pod Londynem. Biuro koordynuje również działalność głosicieli w Irlandii, na Falklandach, na Malcie oraz w kilku krajach, w których działalność Świadków Jehowy jest prawnie zakazana lub ograniczona, m.in. w Afganistanie, Arabii Saudyjskiej, Bahrajnie, Katarze, Kuwejcie, Omanie, Pakistanie, Zjednoczonych Emiratach Arabskich. Jest to jedna z 27 wspólnot Świadków Jehowy na świecie, których liczebność przekracza 100 000 głosicieli.

## Historia

### Początki
W 1881 roku ze Stanów Zjednoczonych przybyli dwaj współpracownicy Charlesa Taze Russella – John Corbin Sunderlin i J.J. Bender, rozpoczynając działalność w Anglii i Szkocji. W Londynie utworzono pierwszą grupę wyznawców. Prawdopodobnie pierwszym, który przyjął wierzenia Badaczy Pisma Świętego w Anglii, został Tom Hart. Dziesięć lat później, w roku 1891 w Londynie i Liverpoolu przebywał C.T. Russell. Utworzono wówczas w Londynie skład literatury biblijnej, nad którym nadzór sprawował Jesse Hemery. W grudniu 1898 roku funkcjonowało 9 zborów. W 1900 roku działalność prowadziło 10 zborów ze 138 wyznawcami. 23 kwietnia 1900 roku w Londynie, przy Gipsy Lane 131 w dzielnicy Forest Gate, Ernest C. Henninges nabył posesję, na której powstało Biuro Oddziału. Było to pierwsze na świecie Biuro Oddziału Towarzystwa Strażnica.
W kwietniu 1903 roku w Wielkiej Brytanii ponownie przebywał C.T. Russell w trakcie swojej podróży po Europie; przemawiał w Londynie i Glasgow. W maju 1910 roku C.T. Russell przemawiał do ogromnej rzeszy ludzi w londyńskim Royal Albert Hall. W 1911 roku siedziba oddziału Towarzystwa Strażnica w Londynie została przeniesiona na Craven Terrace 34, gdzie znajdowało się więcej pomieszczeń biurowych i mieszkalnych. W tym samym roku C.T. Russel przemawiał w Cardiff, a w marcu 1912 roku w Londynie.
14 czerwca 1914 roku prawnie zarejestrowano działalność International Bible Students Association (IBSA, Międzynarodowe Stowarzyszenie Badaczy Pisma Świętego). Było to działające do dziś niedochodowe stowarzyszenie religijne. W zarządzie IBSA zasiadali: Charles T. Russell – prezes, Jesse Hemery – wiceprezes, Henry J. Shearn – sekretarz i William Crawford – skarbnik. W 98 miastach Fotodramę stworzenia obejrzało ponad 1 226 650 widzów. Działały 182 zbory, a 4100 osób było obecnych na uroczystości Wieczerzy Pańskiej.
Podczas I wojny światowej, w marcu 1916 roku, po raz pierwszy w Wielkiej Brytanii przeprowadzono obowiązkowy pobór nieżonatych mężczyzn w wieku od 18 do 40 lat. Jednocześnie umożliwiał on zwolnienie ze służby osobom, których postawa opierała się na „przekonaniach religijnych lub moralnych”. Do września 1916 roku 264 Badaczy Pisma Świętego wystąpiło o zwolnienie ze służby wojskowej. Z tej grupy 5 otrzymało zwolnienie, 154 zlecono pracę na rzecz państwa, 23 włączono w skład personelu cywilnego armii, a 82 przekazano wojsku. Spośród tej ostatniej grupy niektórzy stanęli przed sądem polowym i zostali skazani za odmowę wykonywania rozkazów. 40 Badaczy Pisma Świętego trafiło do więzień wojskowych, a 8 wysłano na front do Francji. Ósemka wysłana do Francji została skazana na rozstrzelanie za odmowę wykonywania rozkazów. Wyrok ten zamieniono na 10 lat więzienia, gdy ustawiono ich przed plutonem egzekucyjnym. W czasie I wojny światowej około 400 Badaczy odmówiło odbycia obowiązkowej służby wojskowej. Wielu z nich trafiło do więzienia w Dartmoor lub w Richmond. W 2002 roku zasady moralne wyznawane przez szesnastu więźniów, którzy trafili do więzienia na zamku Richmond, zostały uhonorowane w szczególny sposób. Tej grupie więźniów, wśród których było 5 Badaczy Pisma Świętego, poświęcono piękny ogród na terenie przylegającym do zamku. Zorganizowano ekspozycję przedstawiającą pomieszczenia więzienia w Richmond oraz rysunki i napisy na ścianach pozostawione przez więźniów. Przygotowano również telewizyjny program dokumentalny „The Richmond Sixteen” (Szesnastu z Richmond).
We wrześniu 1920 roku w czasie trakcie wizyty Josepha Franklina Rutherforda w Wielkiej Brytanii zorganizowano trzy zgromadzenia i 12 publicznych zebrań. W sumie uczestniczyło w nich około 50 000 osób. W 1926 roku zorganizowano zgromadzenia w londyńskim Alexandra Palace oraz Royal Albert Hall, na których przemawiał J.F. Rutherford. Przyjęto wówczas rezolucję „Świadectwo dla władców świata”, a J.F. Rutherford wygłosił wykład publiczny „Dlaczego chwieją się potęgi światowe – środek zaradczy”. W kongresach tych wzięło udział 10 000 osób, a następnego dnia tekst obu punktów ukazał się w londyńskiej prasie. Kongres ten przyczynił się do rozwoju działalności w Wielkiej Brytanii.
W latach 1926–1937 wielu brytyjskich wyznawców wyjechało prowadzić działalność kaznodziejską na innych kontynentach. 11 września 1938 roku na kongresie w stolicy w Royal Albert Hall Joseph F. Rutherford wygłosił przemówienie „Spojrzyj faktom w oczy” do 10 tysięcy słuchaczy, a program był transmitowany przez stacje radiowe na 4 kontynentach na 49 innych zgromadzeniach w krajach angielskojęzycznych. 28 lipca 1938 roku zarejestrowano Kingdom Hall Trust, niedochodową organizację religijną. W roku 1939 osiągnięto liczbę 4375 głosicieli. W czasie II wojny światowej za zachowanie neutralności ponad 1500 z nich uwięziono.
Od roku 1937 do sierpnia 1942, gdy został deportowany z Wielkiej Brytanii, działalność nadzorował Albert D. Schroeder, późniejszy członek Ciała Kierowniczego Świadków Jehowy. Po nim sługą oddziału został mianowany Alfred Pryce Hughes, w tym czasie więziony za odmowę pełnienia służby wojskowej. Był on z tego powodu osadzony w więzieniu trzykrotnie, raz podczas I i dwa razy podczas II wojny światowej. 
W dniach od 3 do 7 września 1941 roku na kongresie ogólnokrajowym w De Montfort Hall w Leicester obecnych było ponad 12 000 osób. Główne punkty tego kongresu stanowiły odtworzone nagrania wykładów z kongresu, który odbył się w sierpniu 1941 roku w Saint Louis w Stanach Zjednoczonych. Ze względu na trwającą wojnę to pokojowe zgromadzenie odbiło się szerokim echem. Rok później zanotowano liczbę ponad 12 430 głosicieli. We wrześniu 1942 roku w 9 miastach zorganizowano kongres pod hasłem „Nowy świat”; uczestniczyło w nim 11 300 osób.

### Powojenny rozwój działalności

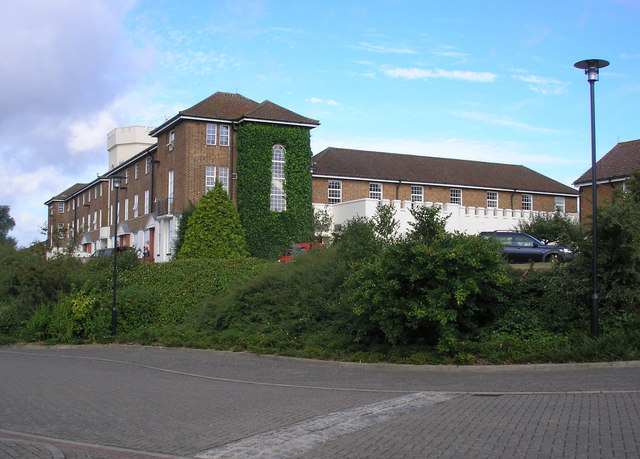
Jedna z siedmiu Sal Zgromadzeń w Wielkiej Brytanii – w Surrey

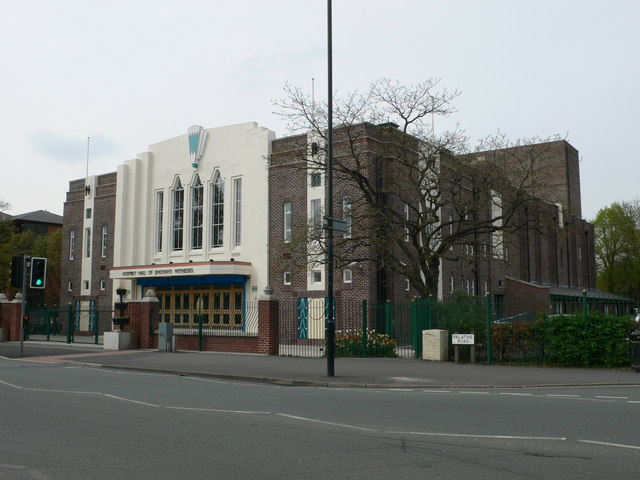
Sala Zgromadzeń w budynku dawnego kina Forum w Northenden (Wielki Manchester)

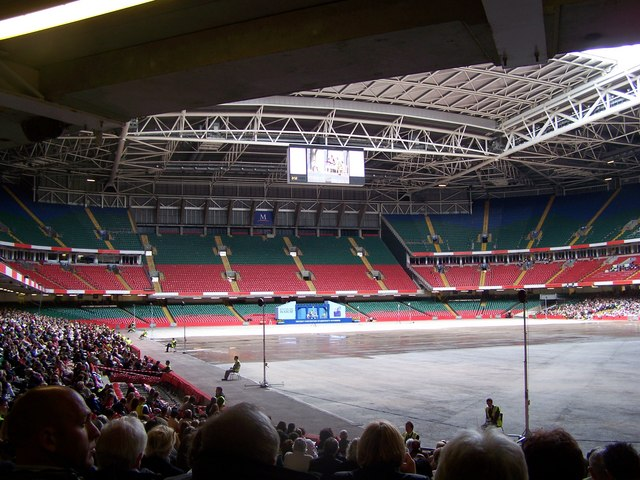
Kongres okręgowy pod hasłem „Czuwajcie!” w Cardiff, 2009

#### Lata 40. XX wieku
W listopadzie 1945 roku Wielką Brytanię odwiedzili Nathan Homer Knorr i Milton George Henschel.
W dniach od 3 do 6 lipca 1947 roku w Earls Court w Londynie odbył się kongres hasłem „Narody wysławiające Boga”. Wykładu publicznego „Nieprzemijający władca wszystkich narodów” wysłuchało ponad 18 tysięcy osób. Miejscowi Świadkowie Jehowy zakwaterowali w swoich mieszkaniach ponad 3000 delegatów. Odbywał się w czasie, gdy 80% autobusów zostało wycofanych z transportu miejskiego, co utrudniło dotarcie osób zaproszonych. Pomimo tego w kongresie wzięło udział ponad 5000 zainteresowanych, niebędących Świadkami Jehowy.

#### Lata 50. XX wieku
W 1950 roku osiągnięto liczbę ponad 23 000 głosicieli. W latach 1950–1966 na kongresy międzynarodowe do Londynu przybyli delegaci z ponad 50 krajów. W roku 1951 kongres międzynarodowy pod hasłem „Czyste wielbienie” odbył się na stadionie Wembley. W roku 1955 w kongresie pod hasłem „Tryumfujące Królestwo” w Londynie brało udział 41 970 osób. W 1958 roku przekroczono liczbę 40 000 głosicieli. 26 kwietnia 1959 roku otwarto nowe Biuro Oddziału w Mill Hill w Londynie. W miarę zwiększających się potrzeb zwiększano liczbę pomieszczeń mieszkalnych.

#### Lata 60. XX wieku
Następny kongres międzynarodowy pod hasłem „Zjednoczeni wielbiciele” odbył się w lipcu 1961 roku w Londynie. Brało w nim udział 48 970 osób. W 1963 roku osiągnięto liczbę prawie 52 000 głosicieli. W tym też roku Wielka Brytania była jednym z miejsc międzynarodowego kongresu okołoziemskiego pod hasłem „Wiecznotrwała dobra nowina” – grupa 583 delegatów z 27 państw przenosiła się do 27 wytypowanych miast kongresowych na całym świecie. W kongresie w Londynie uczestniczyło 50 111 osób. W roku 1965 w Edynburgu i Londynie odbył się kongres międzynarodowy pod hasłem „Słowo prawdy”. W 1967 roku utworzono pierwsze zbory obcojęzyczne. W roku 1969 na kongresie międzynarodowym pod hasłem „Pokój na ziemi” w Londynie obecne były delegacje z 63 krajów, liczba obecnych wyniosła 82 416, a 2215 osób zostało ochrzczonych.

#### Lata 70. XX wieku
W 1974 roku zanotowano liczbę 75 235 głosicieli. Rok później otwarto Salę Zgromadzeń w Manchesterze. W roku 1978 odbył się w trzech miastach (w Edynburgu, Londynie i Sheffield) kongres międzynarodowy pod hasłem „Zwycięska wiara”, w którym wzięło udział 111 099 osób.
Gdy w roku 1976 wprowadzono Komitety Oddziału; pierwszym jego koordynatorem w Wielkiej Brytanii został Wilfred Gooch. W komitecie usługiwali wraz z nim: John E. Barr, Pryce Hughes, Philip Rees oraz John Wynn.

#### Lata 80. XX wieku
W roku 1983 w De Montfort Hall w Leicester zorganizowano doroczne walne zgromadzenie Towarzystwa Biblijnego i Traktatowego – Strażnica, w którym uczestniczyło 13 członków Ciała Kierowniczego oraz 3671 delegatów. Kolejnych 1500 osób wysłuchało programu w pobliskiej Sali Zgromadzeń w Dudley. W tym samym roku wybudowano pierwszą Salę Królestwa metodą szybkościową (w ciągu dwóch dni).
W roku 1980 w Wielkiej Brytanii zanotowano liczbę ponad 100 tysięcy Świadków Jehowy. W 1989 na kongresach międzynarodowych odbywających się pod hasłem „Prawdziwa pobożność” w Polsce obecnych było 721 brytyjskich delegatów. W następnych latach delegaci uczestniczyli w kongresach międzynarodowych m.in. w Berlinie, Pradze, Budapeszcie, Moskwie, Kijowie i innych miastach także w Afryce, Azji i Ameryce.

#### Lata 90. XX wieku
W 1993 roku nieopodal Biura Oddziału ukończono budowę drukarni i kompleksu biurowców o łącznej powierzchni użytkowej 18 500 m². W tym samym roku działalność prowadziło ponad 127 000 głosicieli. W czerwcu 1994 korporacja Kingdom Hall Trust zmieniła nazwę na London Company of Kingdom Witnesses i w tym samym roku otrzymała od Lorda Kanclerza certyfikat zaufanej korporacji.
1 kwietnia 1995 roku w Sali Zgromadzeń w Dudley (w hrabstwie West Midlands) odbyło się pierwsze zgromadzenie specjalne w brytyjskim języku migowym. W roku 1996 utworzono pierwszy zbór tego języka.
W 1998 roku zorganizowano 9 kongresów międzynarodowych pod hasłem „Boża droga życia” z udziałem delegatów z ponad 60 krajów. 8 października 1999 roku zarejestrowano Watch Tower Bible and Tract Society of Britain, niedochodową organizację działającą na rzecz rozwoju religijnego – jako prawnego przedstawiciela Watch Tower Bible and Tract Society of Pennsylvania z siedzibą w Stanach Zjednoczonych.

#### Lata 2000–2009
W roku 2000 do Komitetu Oddziału należeli: John Andrew, Jack Dowson, Ron Drage, Dennis Dutton, Peter Ellis, Stephen Hardy, Bevan Vigo oraz John Wynn. W tym samym roku w kraju korzystano z 7 Sal Zgromadzeń: Northenden (Wielki Manchester), Londyn, Dudley, Surrey, East Pennine, Bristol i Edgware).
W roku 2002 zorganizowano pierwszy kongres regionalny w brytyjskim języku migowym.

#### Lata 2010–2019
W 2012 roku oprócz zborów angielskojęzycznych działało 70 zborów i ponad 80 grup obcojęzycznych w ponad 50 językach. Działalność głoszenia jest również prowadzona w językach lokalnych: irlandzkim, szkockim i walijskim. W roku 2014 osiągnięto liczbę 138 515 głosicieli.
W dniach 22–24 sierpnia 2014 roku w Londynie odbył się kongres międzynarodowy pod hasłem „Szukajmy najpierw Królestwa Bożego!”. W lipcu 2016 roku delegacja Świadków Jehowy z Wielkiej Brytanii uczestniczyła w kongresie specjalnym pod hasłem „Lojalnie trwajmy przy Jehowie!” w Paryżu, a w lipcu 2017 roku w kongresie specjalnym pod hasłem „Nie poddawaj się!” w Toronto. W lipcu 2018 roku w Oslo w Norwegii oraz w Kolombo w Sri Lance odbyły się kongresy specjalne pod hasłem „Bądź odważny!” z udziałem delegacji z Wielkiej Brytanii.
12 stycznia 2019 roku ogłoszono wydanie „Chrześcijańskich Pism Greckich w Przekładzie Nowego Świata” (Nowego Testamentu) w brytyjskim języku migowym.
W Wielkiej Brytanii do marca 2018 roku działała jedna z największych drukarni Towarzystwa Strażnica. Drukowała miesięcznie ponad 14 milionów egzemplarzy czasopism w 33 językach i wysyłała je do około 10 tysięcy zborów w 70 krajach. W sumie rocznie drukowała przeszło 200 milionów czasopism oraz broszur i wysyłała je do 100 krajów. Zadania związane z drukowaniem na potrzeby Oddziału Wielka Brytania przejął Oddział Europa Środkowa w Selters w Niemczech.
W roku 2014 rozpoczęto przygotowania do budowy nowej siedziby Biura Oddziału w Temple Farm koło miejscowości Chelmsford. 34-hektarową działkę zaczęto przygotowywać pod budowę w kwietniu 2015 roku, a prace budowlane zakończono pod koniec 2019 roku. Rada miasta Chelmsford uznała, że wyda Świadkom Jehowy zgodę na budowę nowego obiektu, jeśli proponowany przez nich plan uzyska w klasyfikacji BREEAM (Building Research Establishment Environmental Assessment Method) ocenę co najmniej bardzo dobrą. Projekt budowy i metody budowlane w procesie certyfikacji BREEAM zostały sklasyfikowane jako Outstanding (wybitne), czyli otrzymały najwyższą możliwą ocenę. Do tej pory tak wysoko oceniono tylko jeden obiekt. Przy budowie pracowało przeszło 11 000 wolontariuszy.
12 stycznia 2019 roku w Dudley wydano tłumaczenie Ewangelii według Mateusza na brytyjski język migowy.

#### Lata 20. XXI wieku
1 stycznia 2020 roku rozpoczęto przeprowadzkę do nowego obiektu Betel koło Chelmsford, którą zakończono na początku marca 2020 roku. Kompleks składa się z dwóch budynków gospodarczych, budynku biurowego, sześciu budynków mieszkalnych dla 400 osób, wielofunkcyjnego budynku z audytorium, jadalnią i Salą Królestwa.
W 2020 roku osiągnięto liczbę 141 412 głosicieli.
25 czerwca 2022 roku Peter Bell z brytyjskiego Komitetu Oddziału ogłosił wydanie Chrześcijańskich Pism Greckich w Przekładzie Nowego Świata w języku walijskim. Język ten ma około pół miliona użytkowników. Program był transmitowany na żywo z jednej z Sal Królestwa w Walii. Wysłuchało go 2057 osób zebranych w Salach Królestwa w Walii oraz Argentynie. Językiem tym posługuje się 270 głosicieli w 3 zborach i 2 grupach.
18 maja 2024 roku odbyła się uroczystość oddania do użytku obiektów Biura Oddziału w Chelmsford. W 2024 roku delegacje z Wielkiej Brytanii brały udział w kongresach specjalnych pod hasłem „Głośmy dobrą nowinę!” w Bułgarii, Chile, Paragwaju i Stanach Zjednoczonych.
25–27 lipca 2025 roku w Glasgow odbędzie się kongres specjalny pod hasłem „Prawdziwe wielbienie Boga!” z udziałem zagranicznych delegacji m.in. z Danii, Grenlandii, Kanady, Korei Południowej, Norwegii, Polski, Stanów Zjednoczonych, Słowenii, Szwecji, Turcji, Trynidadu i Tobago oraz Węgier.
W miejscowym Biurze Oddziału pracują wolontariusze pochodzący z 35 krajów. Miejscowe Biuro Tłumaczeń dokonuje tłumaczeń na 11 języków, w tym na irlandzki, szkocki, walijski i brytyjski język migowy. W Biurze Oddziału działa również Regionalny Zespół Wideo. Dla zwiedzających udostępniono trzy wystawy: „Nasze dziedzictwo”, „Biblia w Wielkiej Brytanii” oraz „Działy Biura Oddziału w Wielkiej Brytanii”.
Kongresy regionalne organizuje się w 26 językach – również w języku polskim.

## Zbory polskojęzyczne
Historia. W roku 1923 zbór polskojęzyczny w Londynie z liczbą 1029 osób obecnych na Pamiątce śmierci Jezusa zajął pierwsze miejsce na liście ogólnoświatowej ułożonej według grup językowych.
Zbory i grupy polskojęzyczne. 
W Wielkiej Brytanii działa 49 zborów (w tym 6 zborów w Londynie) i 5 grup polskojęzycznych, należących do 4 obwodów polskojęzycznych: EU Polish 1, 2, 3, 4.
- Anglia. Zbory w Bedford, Bicester, Birmingham, Bournemouth, Bracknell, Bristolu, Cheltenham, Chester, Corby, Coventry, Crawley, Crewe, Dartford, Derby, Doncaster, Eastbourne, Hull, Leeds, Leicester, Liverpool, Londynie (6), Luton, Manchesterze (2), Milton Keynes, Morecambe, Morley, Nottinngham, Northampton, Paington, Peterborough, Rugby, Slough, Southampton i West Bromwich, a grupy w Ipswich, King’s Lynn, Mildenhall oraz Southend-on-Sea.
- Irlandia Północna. Zbór w Belfaście i grupa w Dungannon.
- Szkocja. Zbory w Aberdeen, Dundee, Edynburgu, Glasgow (2) i Inverness.
- Walia. Zbory w Cardiff i Llanelli[61].

Kongresy regionalne w j. polskim odbywają się w Telford (w poprzednich latach odbywały się w Londynie i Coventry), natomiast zgromadzenia obwodowe odbywają się w Salach Zgromadzeń w Londynie,  Bristolu, Dudley, East Pennine,  Manchesterze i Surrey oraz zw Sali Królestwa w Livingston.

## Zbór romskojęzyczny (Polska Roma)
W Londynie działa zbór romskojęzyczny (w dialekcie języka romskiego Polska Roma, używanym przez polskich Romów).
Historia. Co najmniej od lat 90. XX wieku Romowie, którzy przybyli z Polski, w coraz większym stopniu zostają Świadkami Jehowy. Na pierwszą uroczystość Pamiątki śmierci Jezusa Chrystusa w języku romskim, przyszło około 250 osób. W marcu 2016 roku przemówienie biblijne z okazji takiej uroczystości było transmitowane również do grup tego języka w Polsce. W kwietniu tego samego roku zorganizowano specjalną kampanię ewangelizacyjną w tym języku. W 2017 roku grupy romskojęzyczne działały przy dwóch zborach polskojęzycznych (London Polish East oraz London Polish Wimbledon). W listopadzie 2020 roku odbyło się pierwsze w historii zgromadzenie obwodowe w tym języku (z uwagi na pandemię COVID-19 w formie online; również w roku 2021 i 2022 odbyły się w taki sam sposób). W 2021 roku z połączenia dwóch grup w Londynie powstał zbór. W kwietniu 2023 roku w Northumberland Park w Londynie odbyło się pierwsze w tym języku zgromadzenie obwodowe z osobistym udziałem obecnych, w tym samym miejscu zaplanowano kolejne.

## Świadkowie Jehowy w brytyjskich terytoriach zależnych

### Świadkowie Jehowy na Anguilli
Świadkowie Jehowy na Anguilli – społeczność wyznaniowa na Anguilli, należąca do ogólnoświatowej wspólnoty Świadków Jehowy, licząca w 2023 roku 62 głosicieli, należących do 1 zboru. Na dorocznej uroczystości Wieczerzy Pańskiej zgromadziły się 254 osoby (2023). Działalność miejscowych głosicieli koordynuje Amerykańskie Biuro Oddziału w Wallkill w Stanach Zjednoczonych.

#### Historia
W 1914 roku rozpoczęto działalność kaznodziejską, a podczas II wojny światowej działalność ta została zakazana. W roku 1948 misjonarze, absolwenci Szkoły Gilead z łodzi Sibia rozpoczęli regularną działalność misyjną. W 1952 roku zanotowano pierwszego miejscowego głosiciela, a dwa lata później dwóch. W 1957 roku powstał 7-osobowy zbór. W 1964 roku liczba głosicieli przekroczyła 10 osób, a w 1988 roku – 20. 10 lat później zanotowano liczbę 30 głosicieli, a w roku 2005 powstał drugi zbór. W 2007 roku przekroczono liczbę 50 głosicieli, a rok później 60. 25 października 2009 roku w Las Bay odbył się kongres pod hasłem „Czuwajcie!” z udziałem prawie 500 Świadków Jehowy z Anguilli, St. Martin, St. Maarten, Statia (Sint Eustatius) i z innych pobliskich wysp. W 2020 osiągnięto liczbę 65 głosicieli.

### Świadkowie Jehowy na Bermudach
Świadkowie Jehowy na Bermudach – społeczność wyznaniowa na Bermudach, należąca do ogólnoświatowej wspólnoty Świadków Jehowy, licząca w 2023 roku 425 głosicieli, należących do 5 zborów oraz 4 grup (hiszpańskojęzycznej, portugalskojęzycznej, tagalskojęzycznej i amerykańskiego języka migowego). W 2023 roku na dorocznej uroczystości Wieczerzy Pańskiej zgromadziło się 870 osób. Działalność miejscowych głosicieli koordynuje Amerykańskie Biuro Oddziału w Wallkill w Stanach Zjednoczonych.

#### Historia
Działalność zainicjowało trzech misjonarzy Szkoły Gilead w 1945 roku, w lutym 1947 roku na Bermudy dotarli kolejni. W roku 1949 zanotowano liczbę 8 głosicieli. Rok później powstał pierwszy zbór w Hamilton. Następował rozwój działalności, przybywało głosicieli (10 w 1951 roku, 20 w 1953 roku, 60 w 1962 roku i 108 w 1964 roku). W roku 1965 w Sali Królestwa w Hamilton odbył się kongres pod hasłem „Słowo prawdy”, a w roku 1966 kongres pod hasłem „Synowie Boży – synami wolności”. W roku 1970 powstał drugi zbór, a w 1974 trzeci – osiągnięto liczbę 167 głosicieli. W roku 1975 działalność kaznodziejską prowadziło 200 głosicieli. Dwa lata później utworzono czwarty zbór. W 1985 roku zanotowano liczbę 328 głosicieli, w roku 1994 – 419, w 2011 roku – 513, a w roku 2018 – 521. Sale Królestwa znajdują się w Hamilton, St. George’s oraz w Southampton.

### Świadkowie Jehowy na Brytyjskich Wyspach Dziewiczych
Świadkowie Jehowy na Brytyjskich Wyspach Dziewiczych – społeczność wyznaniowa na Brytyjskich Wyspach Dziewiczych, należąca do ogólnoświatowej wspólnoty Świadków Jehowy, licząca w 2023 roku 222 głosicieli, należących do 4 zborów. W 2023 roku na dorocznej uroczystości Wieczerzy Pańskiej zgromadziło się 668 osób. Działalność miejscowych głosicieli koordynuje Amerykańskie Biuro Oddziału w Wallkill w Stanach Zjednoczonych.

#### Historia
Działalność zainicjowali misjonarze, absolwenci Szkoły Gilead i w styczniu 1947 roku zanotowano liczbę 8 głosicieli. W roku 1948 inni misjonarze z łodzi Sibia rozpoczęli regularną działalność misyjną na różnych wyspach archipelagu. W 1951 roku powstał pierwszy zbór. W 1958 roku kilku delegatów było obecnych na kongresie międzynarodowym pod hasłem „Wola Boża” w Nowym Jorku. Następował rozwój działalności, przybywało głosicieli. W latach 70. XX wieku na wyspie Tortola powstała Sala Królestwa dla ówczesnych 40 Świadków Jehowy głównie z tej wyspy. Rok później było ich ponad 50. W roku 2009 ich liczba wynosiła 236 osób. W 2010 roku powstał czwarty zbór, a liczba głosicieli wzrosła do 254. W 2012 roku zanotowano liczbę 272 głosicieli. We wrześniu 2017 roku zorganizowano pomoc humanitarną dla poszkodowanych przez huragan Irma. Sale Królestwa znajdują się w Road Town oraz Spanish Town.

### Świadkowie Jehowy na Falklandach
Świadkowie Jehowy na Falklandach – społeczność wyznaniowa na Falklandach, należąca do ogólnoświatowej wspólnoty Świadków Jehowy, licząca w 2023 roku 17 głosicieli, należących do 1 zboru (w tym grupa hiszpańskojęzyczna), który korzysta z Sali Królestwa w Stanley. W 2023 roku na corocznej uroczystości Wieczerzy Pańskiej zgromadziło się 16 osób. Działalność miejscowych głosicieli koordynuje brytyjskie Biuro Oddziału.

#### Historia
W 1954 roku działalność kaznodziejską zapoczątkowało dwóch misjonarzy, absolwentów Szkoły Gilead. W 1963 roku zanotowano liczbę 5 głosicieli. Dziesięć lat później powstał zbór. W 1980 roku przybyła brytyjska rodzina współwyznawców. W 2018 roku zanotowano najwyższą liczbę głosicieli w historii – 15. Biuro Oddziału w Chile dwa razy w roku wysyła tam nadzorcę obwodu, w celu złożenia wizyty w miejscowym zborze.

### Świadkowie Jehowy w Gibraltarze
Świadkowie Jehowy w Gibraltarze – społeczność wyznaniowa w Gibraltarze, należąca do ogólnoświatowej wspólnoty Świadków Jehowy, licząca w 2023 roku 161 głosicieli, należących do 2 zborów – angielsko- i hiszpańskojęzycznego. W 2023 roku na dorocznej uroczystości Wieczerzy Pańskiej zgromadziło się 213 osób. Działalność miejscowych głosicieli koordynuje hiszpańskie Biuro Oddziału w Torrejón de Ardoz pod Madrytem.

#### Historia
Działalność rozpoczęto w 1960 roku, założono 19-osobowy zbór. W 1983 roku przekroczono liczbę 100 głosicieli. W 1987 roku osiągnięto liczbę 137 głosicieli. W 1988 roku założono drugi zbór. W październiku 2008 roku w ciągu dwóch dni wybudowano i otwarto nową Salę Królestwa, w której budowie pomagali hiszpańscy współwyznawcy.

### Świadkowie Jehowy na Kajmanach
Świadkowie Jehowy na Kajmanach – społeczność wyznaniowa na Kajmanach, należąca do ogólnoświatowej wspólnoty Świadków Jehowy, licząca w 2023 roku 301 głosicieli, należących do 3 zborów. W 2023 roku na dorocznej uroczystości Wieczerzy Pańskiej zgromadziło się 728 osób. Działalność miejscowych głosicieli koordynuje Amerykańskie Biuro Oddziału w Wallkill w Stanach Zjednoczonych.

#### Historia
W roku 1929 na Wielki Kajman przybył po raz pierwszy jamajski współwyznawca – Patrick Davidson i ponownie w roku 1937. W roku 1950 przybyło dwóch misjonarzy Szkoły Gilead. Dziewięć lat później założono 12-osobowy zbór. W roku 1972 osiągnięto liczbę 21 głosicieli, a trzy lata później przekroczono liczbę 30 głosicieli. W 1982 roku na Kajmany wysłano dalszych misjonarzy, rok później przekroczono liczbę 50 głosicieli. W roku 1987 głosiciele mieszkali na Cayman Brac. W 1988 roku działało 60 głosicieli, w 1993 roku przekroczono liczbę 100. W 2001 roku powstał drugi zbór, trzy lat później trzeci. W 2006 roku przekroczono liczbę 200 głosicieli. W 2007 roku na Pamiątce śmierci Jezusa Chrystusa było obecnych 675 osób – około 1,5% mieszkańców. W 2020 roku zanotowano liczbę 289 głosicieli, a w 2023 roku - 301.

### Świadkowie Jehowy na Montserracie
Świadkowie Jehowy na Montserracie – społeczność wyznaniowa na Montserracie, należąca do ogólnoświatowej wspólnoty Świadków Jehowy, licząca w 2023 roku 36 głosicieli, należących do 1 zboru. W 2023 roku na dorocznej uroczystości Wieczerzy Pańskiej zgromadziło się 138 osób. Działalność miejscowych głosicieli koordynuje Amerykańskie Biuro Oddziału w Wallkill w Stanach Zjednoczonych.

#### Historia
Działalność kaznodziejską rozpoczęto w 1914 roku. W roku 1916 zebrania religijne odbywały się w domu Jamesa Lyncha w Plymouth. W 1919 w zgromadzeniu na Barbadosie uczestniczył W.H. Rock, który na wyspę zaprosił Williama R. Browna. Na Montserrat przybył w roku 1920, brał udział w działalności kaznodziejskiej oraz wyświetlał Fotodramę stworzenia. W 1936 roku Charles Payne wyposażony w samochód z megafonem wygłaszał przemówienia religijne. Jednakże dopiero po II wojnie światowej nastąpił jej szybszy rozwój. W roku 1945 na wyspie było dwóch głosicieli. W latach 50. XX wieku działalność prowadziła ośmioosobowa rodzina. Rozwój działalności nastąpił, gdy w roku 1966 przybyli misjonarze, absolwenci Szkoły Gilead. W latach 70. XX wieku działało około 30 głosicieli, z których większość ze względów ekonomicznych opuściła wyspę. We wrześniu 2017 roku zorganizowano pomoc humanitarną dla poszkodowanych przez huragan Irma. W 2020 roku zanotowano liczbę 40 głosicieli. Sala Królestwa znajduje się w Saint Peter’s.

### Świadkowie Jehowy na Turks i Caicos
Świadkowie Jehowy na Turks i Caicos – społeczność wyznaniowa na Turks i Caicos, należąca do ogólnoświatowej wspólnoty Świadków Jehowy, licząca w 2023 roku 340 głosicieli, należących do 7 zborów. W 2023 roku na dorocznej uroczystości Wieczerzy Pańskiej zgromadziły się 1024 osoby. Działalność miejscowych głosicieli koordynuje Amerykańskie Biuro Oddziału w Wallkill w Stanach Zjednoczonych.

#### Historia
Działalność kaznodziejską zapoczątkowali w 1948 roku misjonarze, absolwenci Szkoły Gilead. W 1959 roku zanotowano liczbę 7 głosicieli. W roku 1982 było ich 30, a w 1989 roku – 50. W 1995 roku zanotowano liczbę 110 głosicieli. W 2010 roku liczba ta wzrosła do 273 głosicieli, powstały też dwa nowe zbory. Rok później zanotowano liczbę 299 głosicieli. W 2012 roku osiągnięto liczbę 332 głosicieli. W 2013 roku powstał szósty zbór. We wrześniu 2017 roku zorganizowano pomoc humanitarną dla poszkodowanych przez huragan Irma. W 2021 roku powstał siódmy zbór. We wrześniu 2022 roku zorganizowano pomoc humanitarną dla poszkodowanych przez huragan Fiona. Sale Królestwa znajdują się na wyspach Grand Turk Island, Providenciales oraz North Caicos.

### Świadkowie Jehowy na Wyspie Świętej Heleny

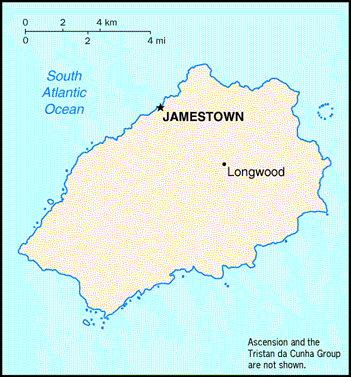
Sala Zgromadzeń na Wyspie Świętej Heleny (przedmieścia Jamestown)

Świadkowie Jehowy na Wyspie Świętej Heleny – społeczność wyznaniowa na Wyspie Świętej Heleny, należąca do ogólnoświatowej wspólnoty Świadków Jehowy, licząca w 2023 roku 125 głosicieli (co stanowi przeszło 3% populacji; jeden głosiciel przypada na 35 mieszkańców – najwyższy wskaźnik w świecie), należących do 3 zborów. W 2023 roku na dorocznej uroczystości Wieczerzy Pańskiej zgromadziły się 314 osoby (ponad 7% mieszkańców). Działalność miejscowych głosicieli koordynuje południowoafrykańskie Biuro Oddziału.

#### Historia
W 1933 roku dwaj Świadkowie Jehowy na krótko odwiedzili wyspę. Nowym wyznaniem zainteresował się Tom Scipio, policjant i diakon Kościoła baptystów. Wkrótce opuścił Kościół wraz z 12 innymi jego członkami. Potem otrzymali z nowojorskiego Biura Głównego Świadków Jehowy gramofony z nagraniami wykładów biblijnych. Nowi wyznawcy przemierzali wyspę i odtwarzali te nagrania. W 1951 roku przyjechał na rok pierwszy przedstawiciel Towarzystwa Strażnica, pochodzący z Afryki Południowej Jacobus van Staden. Z czasem utworzono dwa zbory, jeden w Levelwood, a drugi w Jamestown. W 1958 roku George Scipio (pierwszy dentysta na wyspie) reprezentował Wyspę Świętej Heleny w dwuminutowym wystąpieniu na kongresie pod hasłem „Wola Boża” w Nowym Jorku. Liczba głosicieli szybko rosła, w roku 1998 było ich 160, jednak wielu opuściło wyspę, przenosząc się w inne miejsca – w 2014 roku działalność prowadziło około 120 głosicieli; na uroczystość Pamiątki corocznie przybywa od 6 do 10% mieszkańców wyspy. W 2010 roku powstał trzeci zbór. Sala Królestwa znajduje się w Half Tree Hollow.